# 朱表柃
临泉镇国将军朱表柃（1478年—1521年），明朝临泉荣穆王朱奇湒庶长子。

## 生平
成化十九年（1483年）四月赐名。成化二十三年（1487年）封鎮國將軍。弘治八年（1495年）四月，按制度赐镇国将军诰命冠服。
正德九年（1514年）七月，朱奇湒去世。朱表柃没有袭封而去世。正德十五年（1520年），朱表柃的庶长子朱知炪获准袭封，但未及受册袭封而去世，获追封为王，无子，临泉国除。朱表柃则没有被追封为王的记载。正德十六年（1521年）十二月，明世宗命朱表柃的庶次子辅国将军朱知烓以原职奉祀临泉王府。
《明史》作朱表柃在正德十六年（1521年）才去世，与其庶长子在此前已经获准袭封矛盾，未详孰是。《山西通志》卷063作其先于朱奇湒去世，卒年十七岁，误，当为朱知炪卒年。